# Baru (Hunedoara)
Baru é uma comuna romena localizada no distrito de Hunedoara, na região histórica da Transilvânia. A comuna possui uma área de 145.71 km² e sua população era de 2926 habitantes segundo o censo de 2007.